# Tomaž Sovič
Tomaž Sovič (18 ottobre 1990) è un ex sciatore alpino sloveno.

## Biografia
Attivo in gare FIS dal dicembre del 2005, in Coppa Europa Sovič ha esordito il 27 gennaio 2010 a Les Orres in discesa libera (59º) e ha ottenuto il miglior piazzamento il 22 febbraio 2012 a Sella Nevea in supergigante (12º). Pochi giorni dopo ha disputato le sue uniche tre gare in Coppa del Mondo, a Lillehammer Kvitfjell: non ha completato il supergigante del 2 marzo e la discesa libera del 3 e si è piazzato 56º nel supergigante del 4. Ha preso per l'ultima il via in Coppa Europa il 7 febbraio 2014, a Sarentino in supercombinata (55º), e si è ritirato al termine di quella stessa stagione 2013-2014: la sua ultima gara è stata la discesa libera dei Campionati sloveni 2014, disputata il 20 marzo a Innerkrems e chiusa da Sovič al 41º posto. Non ha preso parte a rassegne olimpiche o iridate.

## Palmarès

### Coppa Europa
- Miglior piazzamento in classifica generale 135º nel 2011

### Nor-Am Cup
- Miglior piazzamento in classifica generale 28º nel 2012
- 1 podio:
  - 1 secondo posto

### Campionati sloveni
- 1 medaglia:
  - 1 bronzo (supercombinata nel 2011)